# حكومة أحمد قريع الثانية
حكومة أحمد قريع الثانية هي الحكومة الفلسطينية الثامنة، كانت برئاسة أحمد قريع، واستمرت منذ 11 نوفمبر 2003 حتى 24 فبراير 2005.

## التاريخ
تقبل الرئيس الفلسطيني ياسر عرفات استقالة حكومة محمود عباس اعتبارًا من 6 سبتمبر 2003، على أن تستمر بالعمل مسيرًا للأعمال لحين تولي الحكومة الجديدة مهامها.
في 5 أكتوبر 2003، أصدر الرئيس ياسر عرفات مرسومًا بإعلان حالة الطوارئ على كامل الأراضي الفلسطينية وتشكيل حكومة طوارئ برئاسة أحمد قريع.
في 30 أكتوبر 2003، عين الرئيس عرفات أحمد قريع بمواصلة تبوأ منصب رئيس الوزراء وكلفه بتشكيل مجلس وزراء جديد.
في 11 نوفمبر 2003، أصدر الرئيس ياسر عرفات مرسومًا بتشكيل مجلس وزراء حكومة أحمد قريع الثانية.

## تشكيلة الحكومة
يتكون مجلس وزراء حكومة أحمد قريع الثانية من 25 وزيرًا بينهم سيدتان فقط.
| ت  | الاسم                       | صورة | الحقيبة الوزارية                                                                                                | ملاحظات                                                                    |
| -- | --------------------------- | ---- | --- | -------------------------------------------------------------------------- |
| 1  | أحمد قريع                   |      | رئيس وزراء السلطة الوطنية الفلسطينية وزير الأوقاف والشؤون الدينية وزير الإعلام (11 نوفمبر 2003– 27 سبتمبر 2004) |                                                                            |
| 2  | سلام فياض                   |      | وزير المالية |                                                                            |
| 3  | نبيل شعث                    |      | وزير الشؤون الخارجية                                                                                            |                                                                            |
| 4  | ناهض الريس                  |      | وزير العدل |                                                                            |
| 5  | حكم بلعاوي                  |      | وزير الداخلية                                                                                                   |                                                                            |
| 6  | يحيى يخلف                   |      | وزير الثقافة |                                                                            |
| 7  | نعيم أبو الحمص              |      | وزير التربية والتعليم العالي                                                                                    |                                                                            |
| 8  | ماهر المصري                 |      | وزير الاقتصاد الوطني                                                                                            |                                                                            |
| 9  | جواد الطيبي                 |      | وزير الصحة |                                                                            |
| 10 | جمال الشوبكي                |      | وزير الحكم المحلي                                                                                               |                                                                            |
| 11 | جميل الطريفي                |      | وزير الشؤون المدنية                                                                                             |                                                                            |
| 12 | روحي فتوح                   |      | وزير الزراعة | في 1 يونيو 2004، تولى إبراهيم أبو النجا المنصب.                            |
| 13 | متري أبو عيطة               |      | وزير السياحة والآثار                                                                                            |                                                                            |
| 14 | انتصار الوزير               |      | وزيرة الشؤون الاجتماعية                                                                                         |                                                                            |
| 15 | حكمت زيد                    |      | وزير النقل والمواصلات                                                                                           |                                                                            |
| 16 | عبد الرحمن حمد              |      | وزير الأشغال العامة والإسكان                                                                                    |                                                                            |
| 17 | غسان الخطيب                 |      | وزير العمل |                                                                            |
| 18 | عزام الأحمد                 |      | وزير الاتصالات وتكنولوجيا المعلومات                                                                             |                                                                            |
| 19 | صلاح التعمري                |      | وزير الشباب والرياضة                                                                                            |                                                                            |
| 20 | هشام عبد الرازق             |      | وزير شؤون الأسرى والمحررين                                                                                      |                                                                            |
| 21 | سليمان محمود موسى أبو سنينة |      | وزير دولة |                                                                            |
| 22 | قدورة فارس                  |      | وزير دولة لشؤون الجدار والاستيطان                                                                               |                                                                            |
| 23 | صائب عريقات                 |      | وزير شؤون المفاوضات وزير الإعلام (27 سبتمبر 2004–24 فبراير 2005)                                                | كُلف في 27 سبتمبر 2004 بمُتابعة شؤون وزارة الإعلام بالتنسيق مع رئيس الوزراء. |
| 24 | نبيل قسيس                   |      | وزير التخطيط |                                                                            |
| 25 | زهيرة كمال                  |      | وزيرة شؤون المرأة                                                                                               |                                                                            |
|    | حسن أبو لبدة                |      | أمين عام مجلس الوزراء                                                                                           |                                                                            |

## وصلات خارجية
- موقع مجلس الوزراء